# Piscina (sagrari)

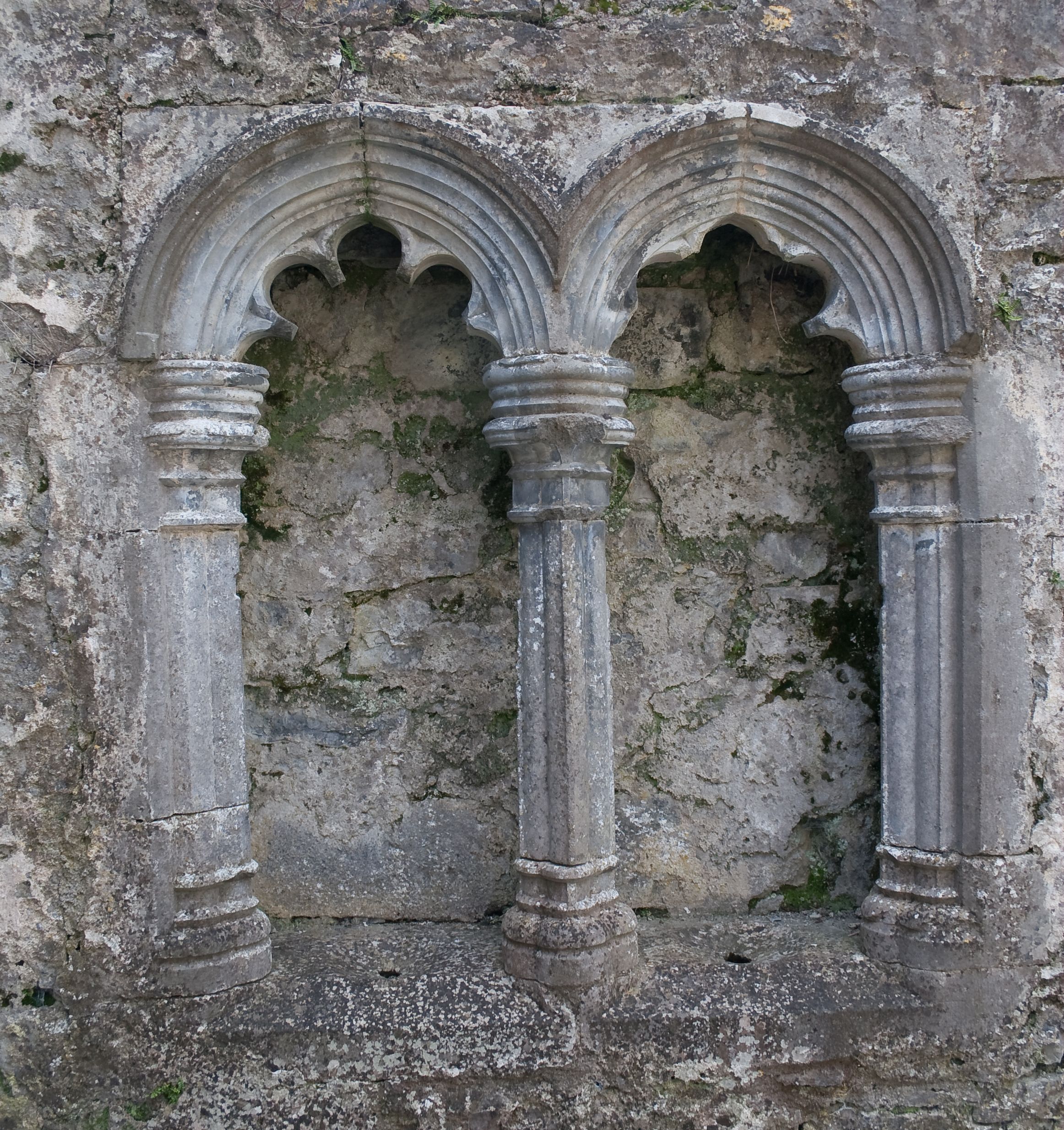
Piscina doble del segle XVI al convent franciscà de Kilconnell, Irlanda

S'anomena piscines a uns dipòsits, recipients o cubetes que antigament es col·locaven a les esglésies o catedrals, on s'hi dipositaven els materials utilitzats per administrar el sagraments, com l'aigua del baptisme, l'aigua del lavatori de la missa, les cendres emprades per fer l'oli sagrat, etc. Hi ha piscines adossades als pilars a les esglésies gòtiques del segle xii o enquadrades en arcatures que, sobretot al segle xv, van ser objecte de rica exornació.

## Història
La piscina és una paraula llatina aplicada originàriament a una bassa de peixos, i posteriorment utilitzada per a piscines naturals o artificials per al bany, i també per a un dipòsit o dipòsit d'aigua. En l'ús eclesiàstic s'aplicava a la conca utilitzada per a les ablucions i de vegades altres sagraments.
Originalment van rebre el nom de la pica baptismal. Les piscines semblen, al principi, ser simples tasses o petites piques, recolzades sobre tiges perforades, col·locades a prop de la paret, i posteriorment s'hi han encastat i cobert amb capçals de nínxols, que sovint contenien prestatges per servir d'ambres. Van ser rars a Anglaterra fins al segle xiii, després del qual gairebé no hi ha un altar sense. Sovint prenen forma de doble fornícula, amb un eix entre els caps arquejats, que sovint s'omplen de traceries elaborades. Si no hi ha desguàs, un nínxol per rentar és un lavabo, tot i que l'ús dels dos termes és confós.

## Ús
L'objectiu de la piscina o sacrarium és eliminar l'aigua usada sacramentalment, retornant aquestes partícules directament a la terra. Per aquest motiu, està connectat per una canonada directament a terra; en cas contrari, presumiblement s'utilitzava una conca. De vegades la piscina s'ha utilitzat per a l'eliminació d'altres objectes, com ara aigua de baptisme velles, olis sants i cendres sobrants del dimecres de cendra.
A l'Església Catòlica Romana, està prohibit abocar el vi consagrat, la Sang de Crist o l'Hostia del sacrarium. Molt rarament, l'espècie eucarística es fa malbé o es contamina de manera que no es pugui consumir. Llavors, l'hostia es dissol en aigua fins que desapareix, i després l'aigua s'aboca al sacrarium. D'acord amb el que estableixen els cànons, «qui llença les espècies consagrades o les endureix o les guarda amb finalitat sacrílega, incorre en una excomunió latae sententiae reservada a la Seu Apostòlica ; un clergue, pot ser castigat. per una altra pena, sense excloure la destitució de l'estat clerical”. Això s'aplica a qualsevol acció que sigui conscient, voluntària i greument irrespectuosa amb l'espècie sagrada. Per tant, qui actua contràriament a aquestes normes, per exemple llançant l'espècie sagrada al sacrarium o en un lloc indigne o a terra, incorre en les sancions establertes. Per tal que les sancions s'apliquin, s'han de complir determinades condicions, establertes en l'actual Codi de Dret Canònic.

## Thalassidion
A les esglésies ortodoxes orientals i catòliques orientals la piscina s'anomena thalassidion, i es troba al diaconicon (sagristia). El thalassidionuna aigüera que desguassa en un lloc on els líquids com l'aigua usada per a rentar els objectes sagrats es poden abocar i on els clergues es renten les mans abans de la litúrgia. El diacònicon sol tenir armaris per emmagatzemar els ornaments de l'església (antependia). Ací també es manté el carbó reservat, i un lloc per escalfar el zeon (aigua bullent que s'aboca al calze abans de la comunió). Les tovalloles i altres objectes s'hi guarden també.
En algunes esglésies antigues, el thalassidion es col·locava sota la Taula Santa (altar), encara que ara gairebé sempre es troba al diaconicon. En una època, abans que un monjo o una monja fos tonsurada, el seu hàbit religiós seria col·locat al thalassidion; ara, des de la separació del thalassidion de la Santa Taula, l'hàbit es col·loca a la Santa Taula. Quan un monjo o monja és tonsurat, si cal eliminar el cabell, es llença al thalassidion.

## Piscines dobles
Les piscines de doble cubeta servien per fer les ablucions després de l'eucaristia, una pel calze i l'altra per les mans del celebrant. 

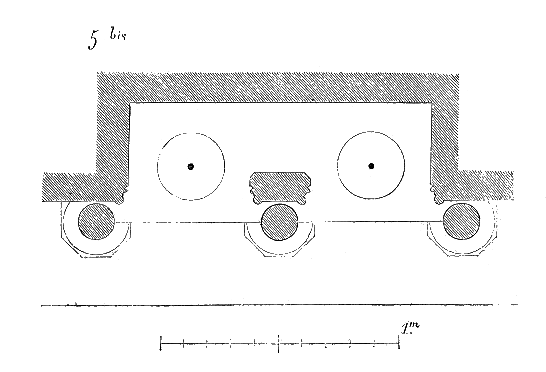
A Amiens (vista en planta)
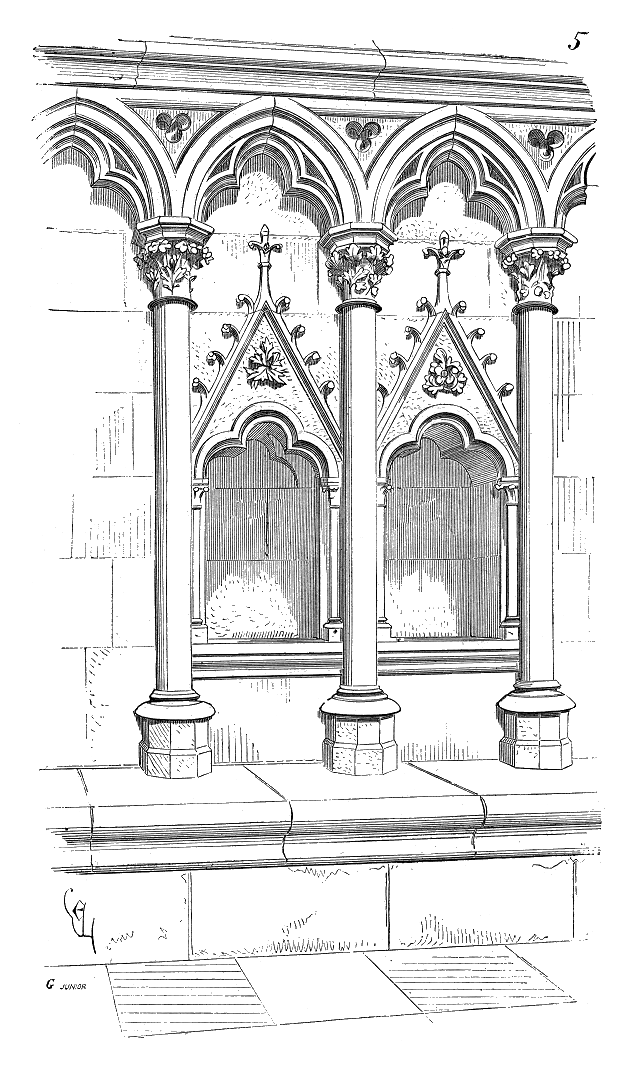
A Amiens
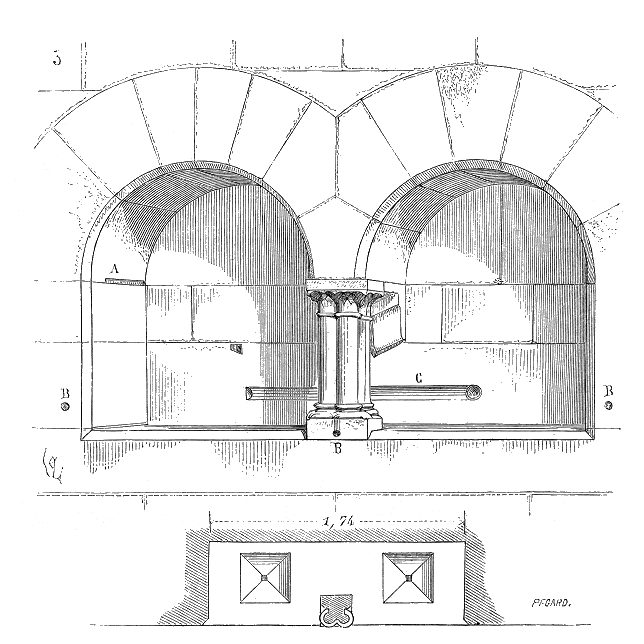
Al prioriat de Saint-Jean-des-Bonshommes
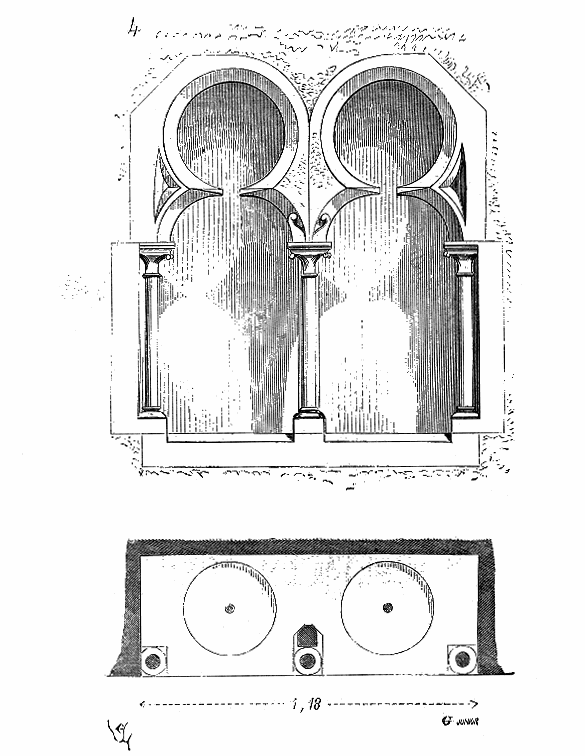
A Villeneuve-le-Comte

## Piscines segons Viollet-le-Duc

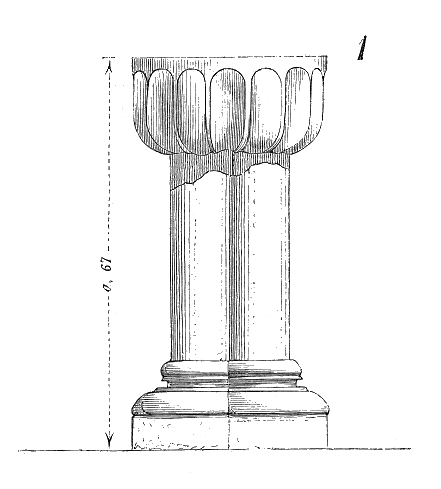
A Vézelay
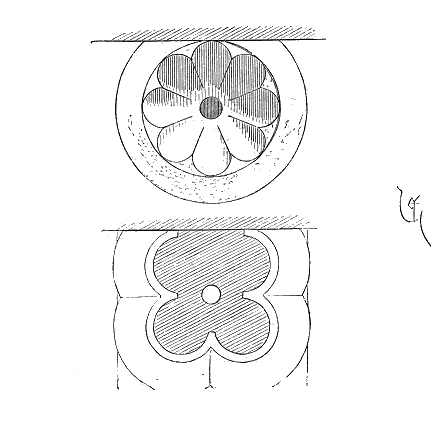
A Vézelay
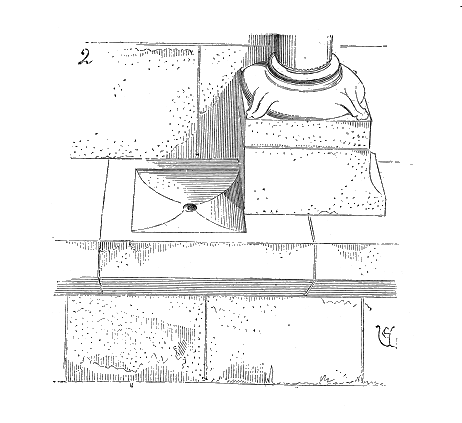
Simplicitat en la concepció i decoració
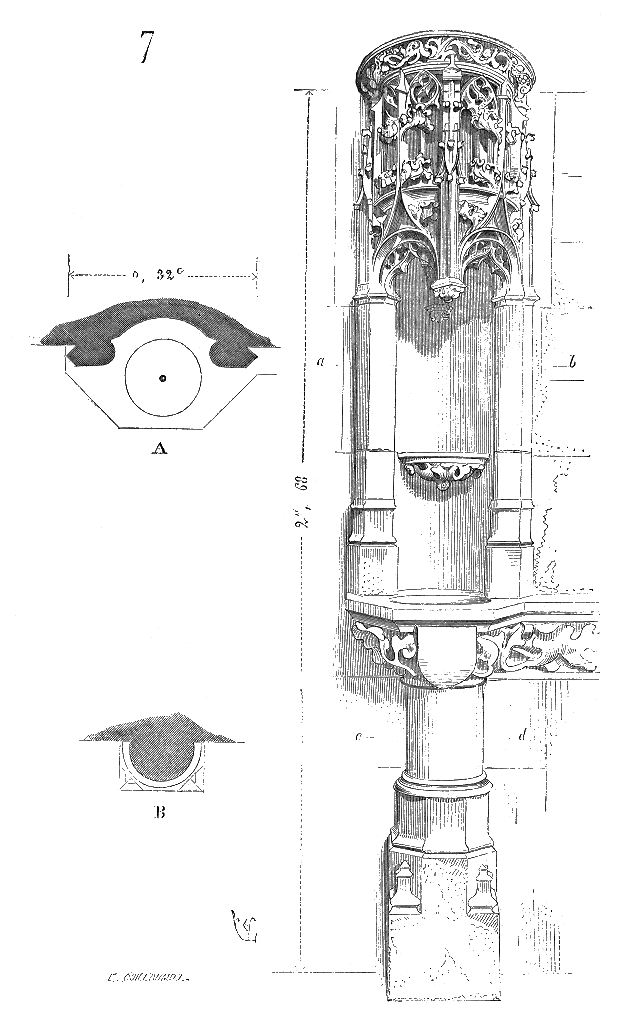
Escultura refinada a Semur-en-Auxois

## Altres

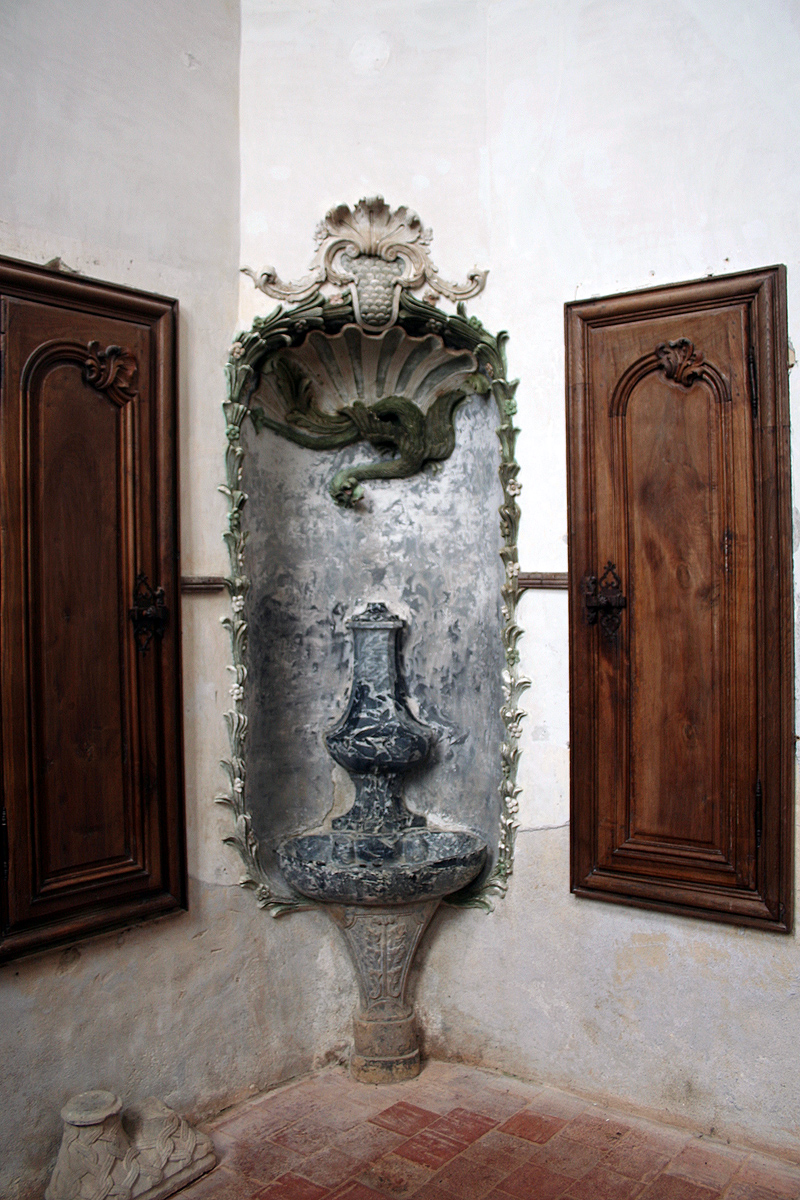
A Saint-Sever-de-Rustan, França
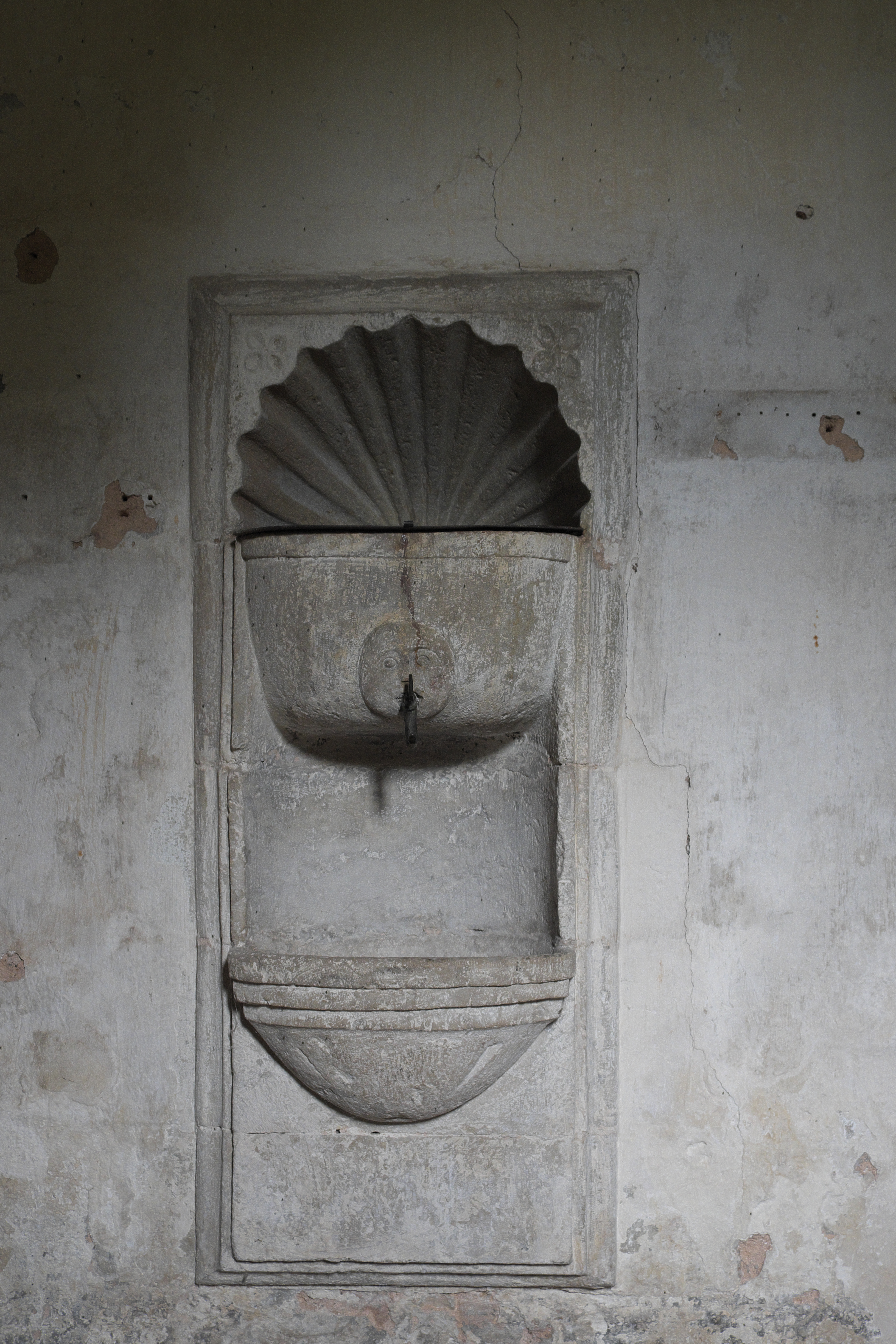
A l'església de Sant Vicent Màrtir a Vega de Bur, Espanya
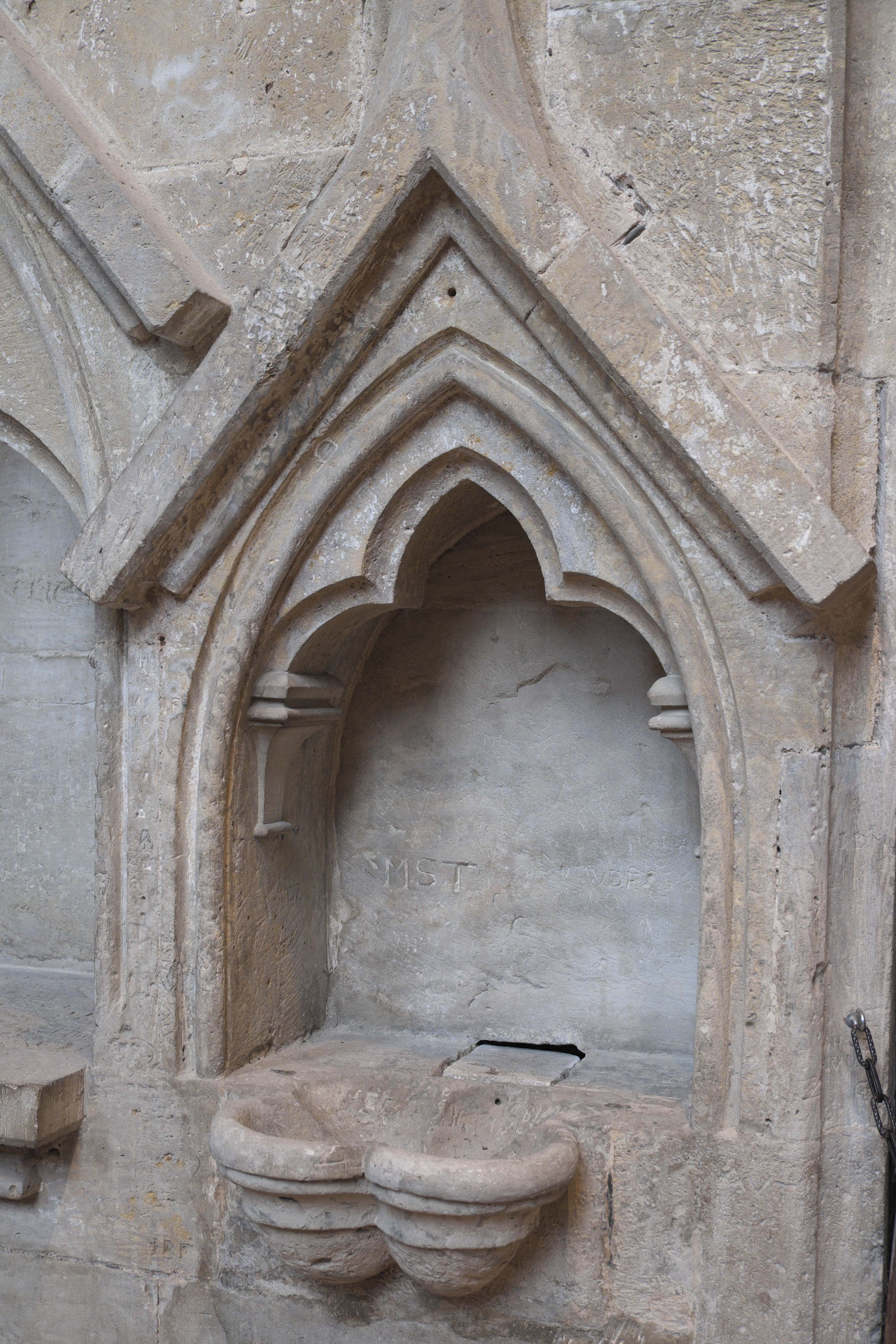
A Schulpforte, Alemanya
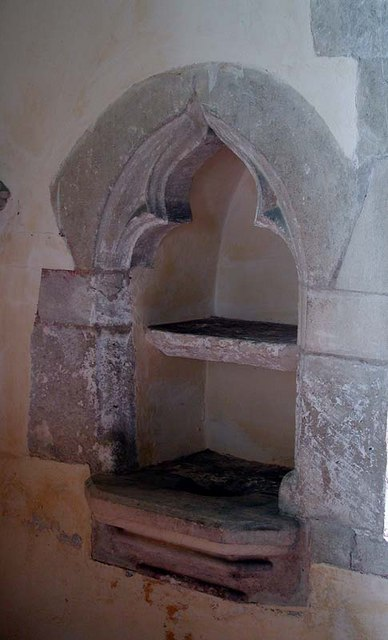
A l'església de Sta. Elena, Berrick Salome, Regne Unit
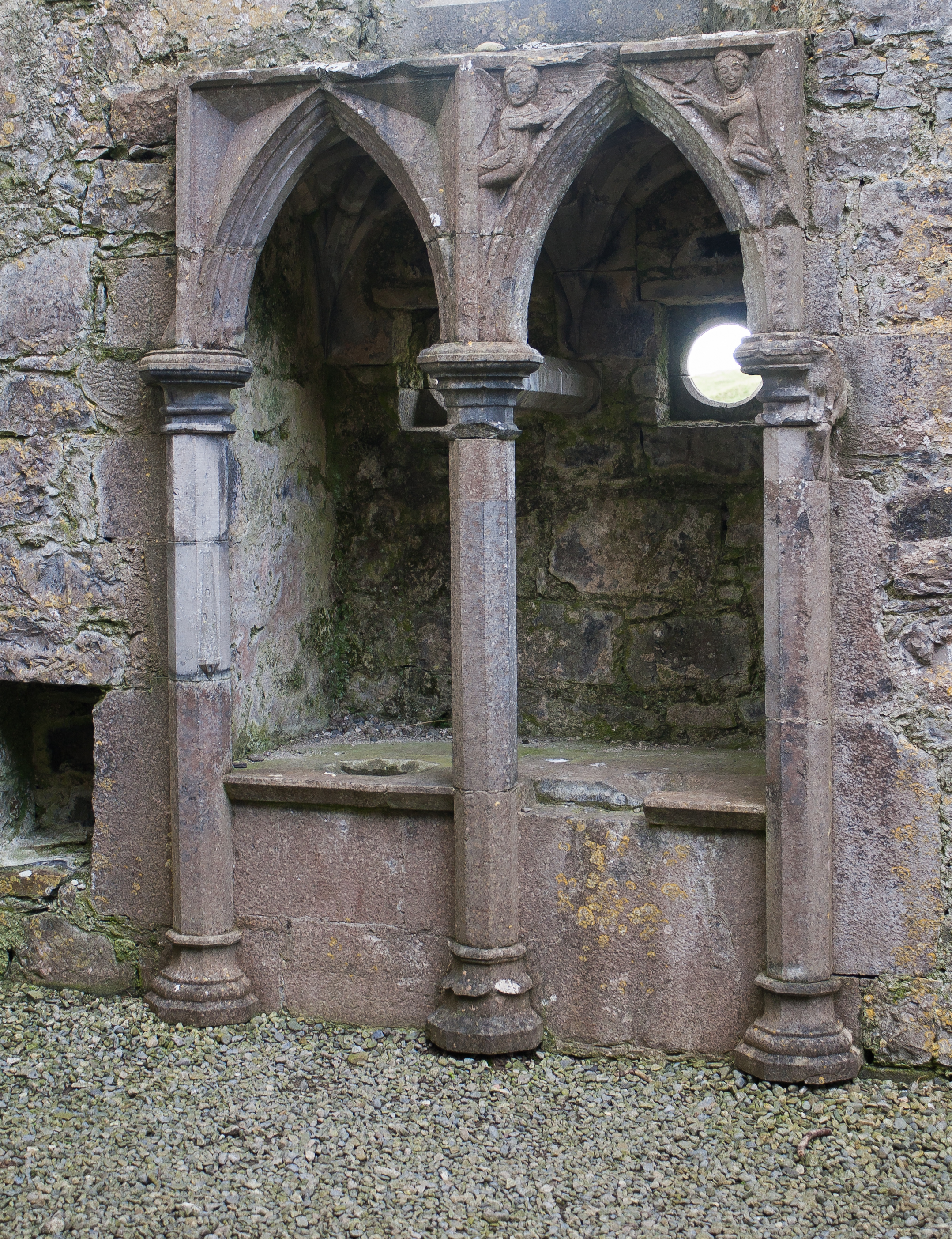
Al priorat de Rosserk a Irlanda